# アルツル・ハルチュニャン
アルツル・イヴァニ・ハルチュニャン（アルメニア語: Արթուր Իվանի Հարությունյան、1979年1月20日 - ）は、国際的に未承認のアルツァフ共和国（別名ナゴルノ・カラバフ共和国）の政治家。2023年9月18日より同国国家大臣（首相に相当する）を務めた。
元アルツァフ大統領のアライク・ハルチュニャンは兄。

## 経歴
1979年1月20日、ソビエト連邦アゼルバイジャン・ソビエト社会主義共和国ナゴルノ・カラバフ自治州の州都ステパナケルトに生まれる。1999年にアルツァフ大学一般経済学部を、2007年にメスロプ・マシュトツ大学法学部をそれぞれ卒業した。
1999年から2008年までアルツァフ税務局に勤務し、2009年に税務局副長官に任命された。2015年よりアルツァフ財務副大臣、2017年より財務大臣第一副官、2018年より財務大臣を務めた。
2020年3月31日の総選挙で国民議会議員に選出された。2023年9月11日に議員辞職を表明し、1週間以内に撤回しなかったため議員資格を失った。9月18日、サンベル・シャフラマニャン大統領によって国家大臣に任命された。
2023年9月19日のアゼルバイジャン軍事攻撃を受けてアルツァフは1日で事実上降伏し、ハルチュニャンは2023年10月3日に他の政府高官とともにアルメニア入りしたことを自ら公表している。以降、アルツァフは亡命政権状態となり、2024年1月23日までにシャフラマニャン大統領によって国家大臣を解任された。

## 褒章
- ナゴルノ・カラバフ首相記念勲章[1]